# 墨俣城

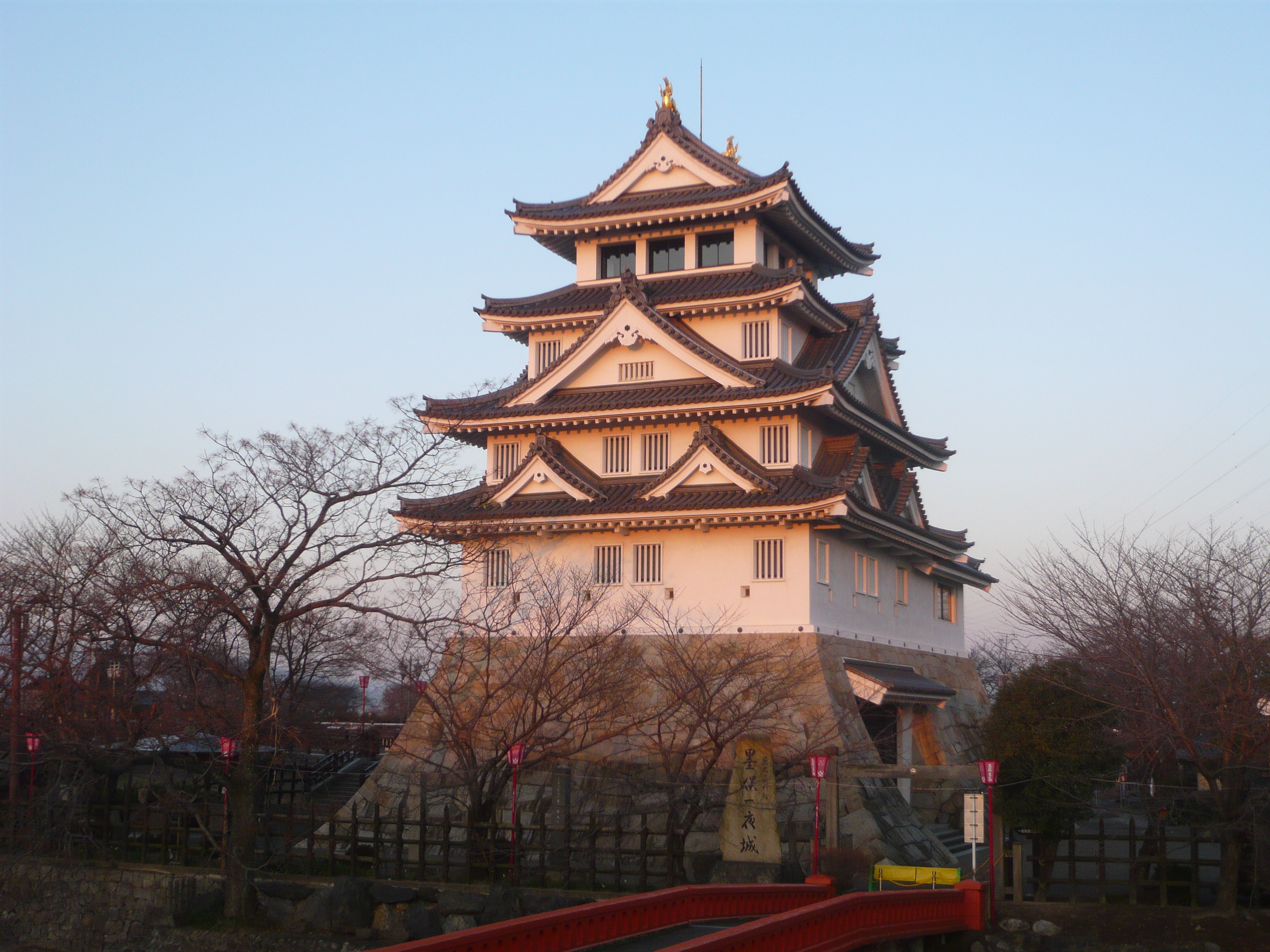
近景

墨俣城（）は、岐阜県大垣市墨俣町墨俣にあった戦国時代の日本の城。

## 概要
築城時期は不明である。長良川西岸の洲股（墨俣）の地は交通上・戦略上の要地で、戦国時代以前からしばしば合戦の舞台となっていた（墨俣川の戦い）。斎藤氏側で築いた城は斎藤利為らが城主を務めた。また、1561年（永禄4年）ないし1566年（永禄9年）の織田信長による美濃侵攻にあたって、木下藤吉郎（後の豊臣秀吉）がわずかな期間でこの地に城を築いたと伝えられている。これがいわゆる墨俣一夜城である。信長はこの城を足掛かりとして、美濃攻略に成功し、秀吉も出世の道を開いたとされる。ところが信長にとっても、秀吉にとっても重要なこの事件について、太田牛一の信長公記をはじめとする良質の史料には、全く記載がない。
秀吉が一夜城を築いたという話には、それが史実であることを窺わせる史料的な裏付けがない。

### 現在の墨俣城
現在、墨俣城跡の北西側は一夜城跡として公園に整備されている。公園内には大垣城の天守を模した大垣市墨俣歴史資料館（墨俣一夜城）が建てられているが、大垣城天守は江戸時代に整備されたものであり時代的に合わない。実際の墨俣城は簡易な建築や柵で構成されたものであったとされている。また、公園内にある白鬚神社（の説がある）には境内社として模擬天守閣が築かれた際に分祀された豊国神社があり、豊臣秀吉が祀られている。

### 墨俣城 - 資料
墨俣城が最後に歴史にその名を記すのは天正12年（1584年）4月で、小牧・長久手の戦いを目前にして当時美濃を支配していた池田恒興の家臣伊木忠次が改修したとある。その2年後の天正14年（1586年）6月、木曽三川の大氾濫で木曽川の流路が現在の位置に収まったので、墨俣は戦略上の重要性を失い、以来この地が城として使われることはなかった。
織田信長の戦国時代から安土桃山時代にかけての史料。
- 『信長公記』
  - 太田牛一著。
  - 巻首「十四条合戦の事」に、永禄4年5月上旬（1561年6月中旬頃）、洲股要害の修築を命じ、十四条で美濃勢と合戦に及んで勝利、洲股帰城の後これを引き払う、との記述がある。洲股要害の修築を誰に担当させたかについては言及されていない。

豊臣秀吉の墨俣築城に関するそのほかの史料を以下にあげる。
- 『甫庵太閤記』
  - 小瀬甫庵著、寛永3年（1626年）成立
  - 永禄9年（1566年）に秀吉は敵地の美濃国内で新城の城主になった、という記述がある。 城の場所や城名は明らかではなく、また墨俣の地名は甫庵が著作中で何度も使用しているのにもかかわらず、この箇所の記述においては用いていないことから、ここで秀吉が入れられた城は墨俣とは別の、木曽川沿いの場所のどこかであったとも読みとることができる。 また、記述の中にも閏月が考慮されていないなどいくつか問題点がある。

- 『武功夜話』（前野家古文書）
  - 昭和34年（1959年）に発見された前野家古文書のうちの『永禄州俣記』、一部が『武功夜話』昭和62年（1987年）出版[5]。
  - 江戸時代初期までにまとめられたと言われている同書には、墨俣一夜城築城の経緯が克明に記録されており、ほとんど伝説として扱われてきた一夜城の実態を知りうる史料と考えられている。しかし、偽書説も根強く、資料としての信頼性には意見が分かれるところである[6]。現在、墨俣一夜城の逸話が史実として紹介される場合、その詳細はこの『前野家古文書』に多くを拠るもので、墨俣城跡にある墨俣一夜城（大垣市墨俣歴史資料館）も『前野家古文書』に基づいて展示を行っている。

## 文学作品（軍記物）への引用
- 『絵本太閤記』
  - 武内確斎著・法橋岡田玉山挿絵、読本、寛政9年（1797年）初編刊行
  - 永禄5年（1562年）の6月中旬に洲股砦城が建てられたという逸話が伝えられている。信長の命令で、最初に佐久間信盛、次に柴田勝家が修造を試みるが失敗。そこで、秀吉は信長に7日のうちに完成すると言上し、美濃勢を伏兵奇計で撃退しながら、砦城の建造準備を行い、とき6月中旬の雨で戦闘中断、材木を組み立て、一夜にして完成。馬出し・柵・逆茂木を備えた龍に似たる長城。砦の普請まったく整い、清洲の信長に報告、金銀を褒美として賜る、と表現している。

- 『新史太閤記』
  - 司馬遼太郎（新潮文庫、1968年）
  - 墨俣築城に関して、美濃攻めにおいて織田信長の軍にとっては戦場が遠いことから前線基地として墨俣に築城する必要があるとの木下藤吉郎の進言で信長は築城を任せたところ、藤吉郎は3日でほぼ完成させた、と表現している[7]。